# أنغام
أنغام (19 يناير 1972 -)، مغنية مصرية. والدها هو الموسيقار محمد علي سليمان وعمها الفنان عماد عبد الحليم

## حياتها
ولدت في الإسكندرية ووالدها هو الموسيقار محمد علي سليمان والذي كان سبباً في نبوغ موهبتها وساهم في تقديمها عدة حفلات ومناسبات حيث كانت تؤدي أغاني لمطربين قدامى مثل أم كلثوم وليلى مراد وغيرها، وفي منتصف التسعينات قررت التخلي عن اللون الكلاسيكي وعدم الاستمرار في نفس المسار الذي وضعها فيه والدها وقررت تبني اللون الشبابي والموجة المعاصرة ونجحت في تقديم عدة ألبومات وفيديو كليب في مطلع الألفية حققت نجاحاً باهراً.
أختها غير الشقيقة من الأب هي الفنانة الراحلة غنوة سليمان التي كانت تصغرها بـ 16 سنة

## الحياة الشخصية
تزوجت من مهندس الصوت المصري «مجدي عارف» وأنجبت ابنها «عمر». وثم تزوجت بالموزع الموسيقي الكويتي «فهد محمد الشلبي» سنة 2004 بعد علاقة عمل طرحت خلال هذه الفترة عمل دويتو جمعها مع زوجها فهد بمناسبة عيد الحب عام 2005، وأصبحت أم للمرة الثانية حين أنجبت ابنهما عبد الرحمن. وفي سبتمبر 2007 رفعت دعوى خلع من زوجها بعد زواج دام 3 سنوات
نشر في أكتوبر 2014 عقد زواج رسمي شرعي لها وللممثل أحمد عز وأكدا هذا الخبر مبررين عدم إعلانهما الزواج بأنها كانت تواجه مشكلة مع طليقها لحضانة طفليها، وأنها وأحمد عز أخفيا الأمر عن الإعلام، ولكنهما أخبرا بعض الأقارب والأصدقاء، وقد كان الزواج في عام 2011 وانفصلا عام 2014. في فبراير 2019، أعلنت عبر وسائل الإعلام بأنها تزوجت الموزع الموسيقي المصري أحمد إبراهيم. وأعلنا انفصالهما رسمياً في 8 مارس 2020

## أعمالها الفنية

### الألبومات الرسمية

ملصق ألبوم كل مانقرب 2007

ملصق ألبوم محدش يحاسبني 2010

- 1987: الركن البعيد الهادي
- 1988: أول جواب
- 1988: لا ليلي لالي
- 1989: لايق
- 1990: اتفقنا
- 1991: ببساطة كده
- 1992: أنت العالم
- 1993: إلا أنا
- 1994: شي ضاع
- 1995: بقولك ايه
- 1996: اقدر
- 1996: أغاني أعجبتني
- 1997: بتحب مين
- 1998: خلي بكرة لبكرة
- 1999: وحدانية
- 2001: ليه سبتها
- 2003: عمري معاك
- 2005: بحبك وحشتيني
- 2007: كل ما نقرب
- 2009: نفسي أحبك
- 2010: الحكاية المحمدية
- 2010: محدش يحاسبنى
- 2015: أحلام بريئة
- 2018: راح تذكرني[9]
- 2019 :حالة خاصة جدا[10]
- 2020 :مزح
- 2024: تيجي نسيب[11]

### مسلسلات
- 2013: في غمضة عين.

### مسرحيات
- 1999: رصاصة في القلب.

### تقديم البرامج
في أكتوبر 2022 قدمت برنامج حواري فني بعنوان أنغام على شاشة دي أم سي المصرية

### فيديو كليبات
| الأغنية                               | المخرج            | العام |
| ------------------------------------- | ----------------- | ----- |
| في الركن البعيد                       |                   | 1987  |
| برسملك صور                            |                   | 1988  |
| لالي لي لالي                          |                   | 1989  |
| حبك علمني الغيرة                      |                   | 1989  |
| شكرا                                  |                   | 1989  |
| وش تبي عاد                            |                   | 1989  |
| لايق                                  |                   | 1989  |
| هيه هيه                               | محمود دياب        | 1990  |
| ببساطة كده                            |                   | 1991  |
| تقدر عالمشوار                         |                   | 1992  |
| إلا أنا                               |                   | 1993  |
| وقدرت خلاص                            |                   | 1993  |
| مين قال لحبيبي                        | عادل عوض          | 1993  |
| بكره تشوف                             | عادل عوض          | 1993  |
| الشوق العجيب ديو مع عبد الرحمن الشومر |                   | 1993  |
| شنطة سفر                              | عاطف الطيب        | 1993  |
| لو حسيت                               |                   | 1993  |
| نمرة تلفونك كام                       |                   | 1993  |
| معرفش مين                             | _                 | 1994  |
| بقولك إيه                             | _                 | 1995  |
| معنى حبي                              | جميل جميل المغازي | 1995  |
| بحبك قولها                            | جميل جميل المغازي | 1995  |
| لا تغيب                               |                   | 1996  |
| بتحب مين                              | مجدي عارف         | 1997  |
| ليه أحبه                              | محمد سعود المطيري | 1998  |
| بتحبها ولا                            | خالد مرعي         | 1999  |
| بعتلي نظرة                            | محسن أحمد         | 2000  |
| نحلم إيه ديو مع ذكرى                  | مجدي عارف         | 2000  |
| سيدي وصالك بمشاركة أيمن القيسوني      | أحمد المهدي       | 2001  |
| عمري معاك                             | أحمد المهدي       | 2003  |
| بحبك وحشتيني                          | هادي الباجوري     | 2005  |
| بحب نفسي                              | هادي الباجوري     | 2006  |
| ما بتعلمش                             | أحمد المهدي       | 2008  |
| كل ما نقرب                            | أحمد المهدي       | 2007  |
| ساعات كتير                            | رندة علم          | 2009  |
| نص الدنيا                             | أحمد المهدي       | 2010  |
| أجمل مكان                             |                   | 2013  |
| مصر قريبة                             | أحمد المهدي       | 2014  |
| أهي جات، بمشاركة أيمن القيسوني        | حسن غدار          | 2015  |
| بين البينين                           | حسن غدار          | 2016  |
| حتة ناقصة                             | حسن غدار          | 2016  |
| عن فرح غايب                           | أحمد علاء الديب   | 2017  |
| فاكر زمان ديو مع محمد الشرنوبي        | هادي الباجوري     | 2018  |
| بحبك وبرتحلك                          | عادل جمال         | 2020  |
| هو نفس الشوق                          | عادل جمال         | 2021  |
| خليني شوية معاك                       | عادل جمال         | 2023  |
| نسينا نعيش                            | عادل جمال         | 2023  |
| سيبك أنت                              | عادل جمال         | 2023  |
| تيجي نسيب                             | يوسف حماد         | 2025  |

### أغاني مسلسلات
- (2022): فاتن أمل حربي
- (2020): جمع سالم
- (2019): حدوتة مرة
- (2018): ممنوع الاقتراب أو التصوير
- (2017) قلبي معي
- (2012): في غمضة عين
- (2001): حديث الصباح والمساء
- (1996): الف ليلة وليلة
- (1994): سر الأرض
- (1994): العائلة
- (1984): الزنكلوني

### مشاركتها كعضو لجنة تحكيم
في أكتوبر 2023 شاركت في برنامج المواهب الفنيّة “X فاكتور” على شاشة تلفزيون دبي كعضو في لجنة التحكيم بمشاركة عبدالله الرويشد وراغب علامة

## جوائز
- (2019): جائزة أفضل مطربة عربية في مهرجان القنوات الفضائية[14]
- (2019): جائزة الموريكس دور كأفضل مطربة عربية[15]
- (2011): كرمت من مجلة الديرجست كأفضل مطربة عربية.
- (2011): كرمت من إذاعة «ميجا إف إم»
- (2011): حصلت على تكريم بحفل الميما كأفضل مطربة عربية
- (2012): كرمت من الأمم المتحدة بيوم المراه العالمي.
- تكريم المطربة في حفل افتتاح مهرجان الموسيقى العربية ال 19 الذي أقيم في دار الأوبرا في القاهرة
- (2010): كرمت من إذاعة «نجوم إف إم» كأفضل مطربة عربية.

## وصلات خارجية
- أنغام على موقع IMDb (الإنجليزية)
- أنغام على موقع الدهليز
- أنغام على موقع قاعدة بيانات الأفلام العربية
- أنغام على موقع ميوزك برينز (الإنجليزية)
- أنغام على موقع ديسكوغز (الإنجليزية)
- أنغام على موقع قاعدة بيانات الفيلم (الإنجليزية)